# Unkcheyuta
Unkcheyuta /= eat dung/, jedna od nekadašnjih devet bandi Miniconjou Siouxa koje spominje Swift (1884) prema indijanskim izvorima kao Uŋkće-yuta.